# Candide Azannaï
Candide Azannaï, né le 14 juin 1959 à Porto-Novo au Bénin, est un homme politique béninois, président et fondateur du parti politique Restaurer l’Espoir, élu député lors de la sixième législature.
Lors de la campagne électorale pour les élections législatives de 2015, la tension a été très intense entre le député Candide Azannaï et le président de la république Boni Yayi. En mai 2015, le député a été victime d'une tentative d'arrestation arbitraire orchestrée par le régime du Président Boni Yayi. Il est l'un des premiers et principal soutien de l'actuel président Patrice Talon qui le nomme ministre de la Défense dans son premier gouvernement.
Dans un contexte politique tendu dans le cadre des débats sur la réforme de la Constitution béninoise, Candide Azannaï présente sa démission du gouvernement au chef d'Etat Patrice Talon le 28 mars 2017.

## Galeries Photos

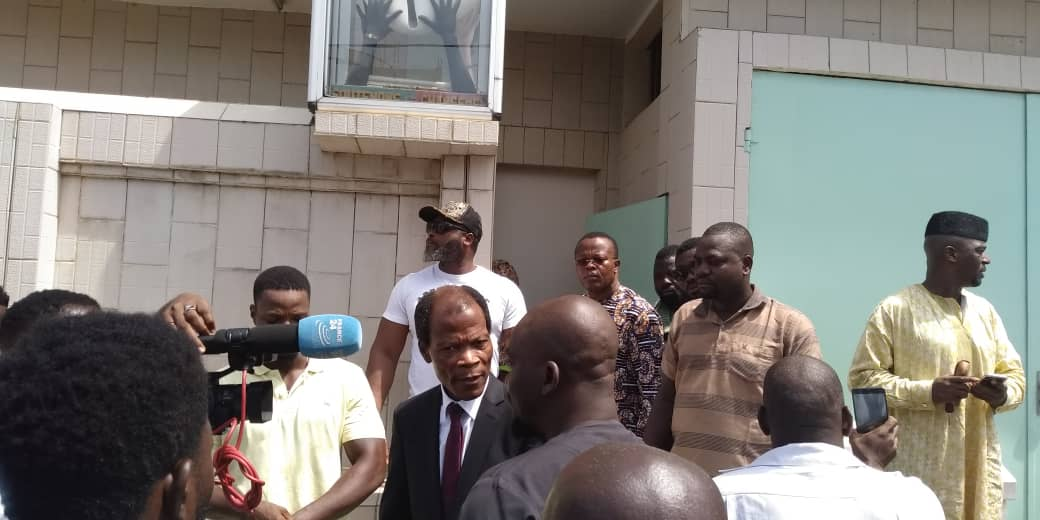
Candide Azannaï at Boni Yayi's home, Cotonou, 1 May 2019.